# 早稲田神社 (阿南町)
早稲田神社（わせだじんじゃ）は、長野県下伊那郡阿南町に所在する神社。式外社であり、旧社格は村社。

## 祭神
主祭神
- 大山祇命（三島大明神）
- 応神天皇（八幡社）
- 倉稲魂命　（宇迦之御魂神）

## 歴史
創立は仁寿元年（851年）とされており、『日本三代実録』には、貞観15年（873年）に従五位上を叙位されたという記録が遺されている。早稲田神社には鎌倉時代に鋳造された、伊那郡で最古の銅製「鰐口」（長野県宝）が残っており、陰刻の銘文は　「岩寚寺　八王子宮　正応三年五月二十三日　勧進法橋覚舜」と読まれる。社伝によると、岩寚寺とは早稲田神社の神宮寺で、同寺内の鎮守八王子宮にかけてあったのが、この鰐口とされている。
神社には「元和2年（1616年）三島大明神再興、大工吉村助衛門重次、藤左衛門秀正、本願神主畠源衛門」と記載される再建棟札と、「延宝3年（1675年）三島大明神社殿と、八幡宮社殿を再建、大工は三州振草大村兵大夫、神主畠興大夫、折山権七郎」と記載された棟札が残っている。
宝暦年間（1751年より1763年）以降、神域が古くは元垣外であったが、祭神が三島大明神であることから地字を三島山に改めたと推定される。文化7年(1810年）早稲田村の庄屋・文左衛門、神主・松沢左近等が神社の由緒書及び現状調査書等を神祇管領である吉田家に提出し、社号を早稲田神社として申請し、許可される。
明治2年（1869年）、伊那県知事北小路俊昌の参詣時の棟札には、祀られている祭神が大山祇命、八幡神、倉稲魂命とあり、新たに倉稲魂命を祭神に追加している。明治5年（1872年）には村社に列し、以後社格を昇進を数回出願したがいずれも不成功に終わった。昭和9年（1934年）神社裏手より、素焼きの壺に収めた古銭（円形方孔銭、漢代の五銖銭、唐代の開通元宝以下元代の至大通宝に至るまでの各種）11,293枚を発掘した。

## 境内

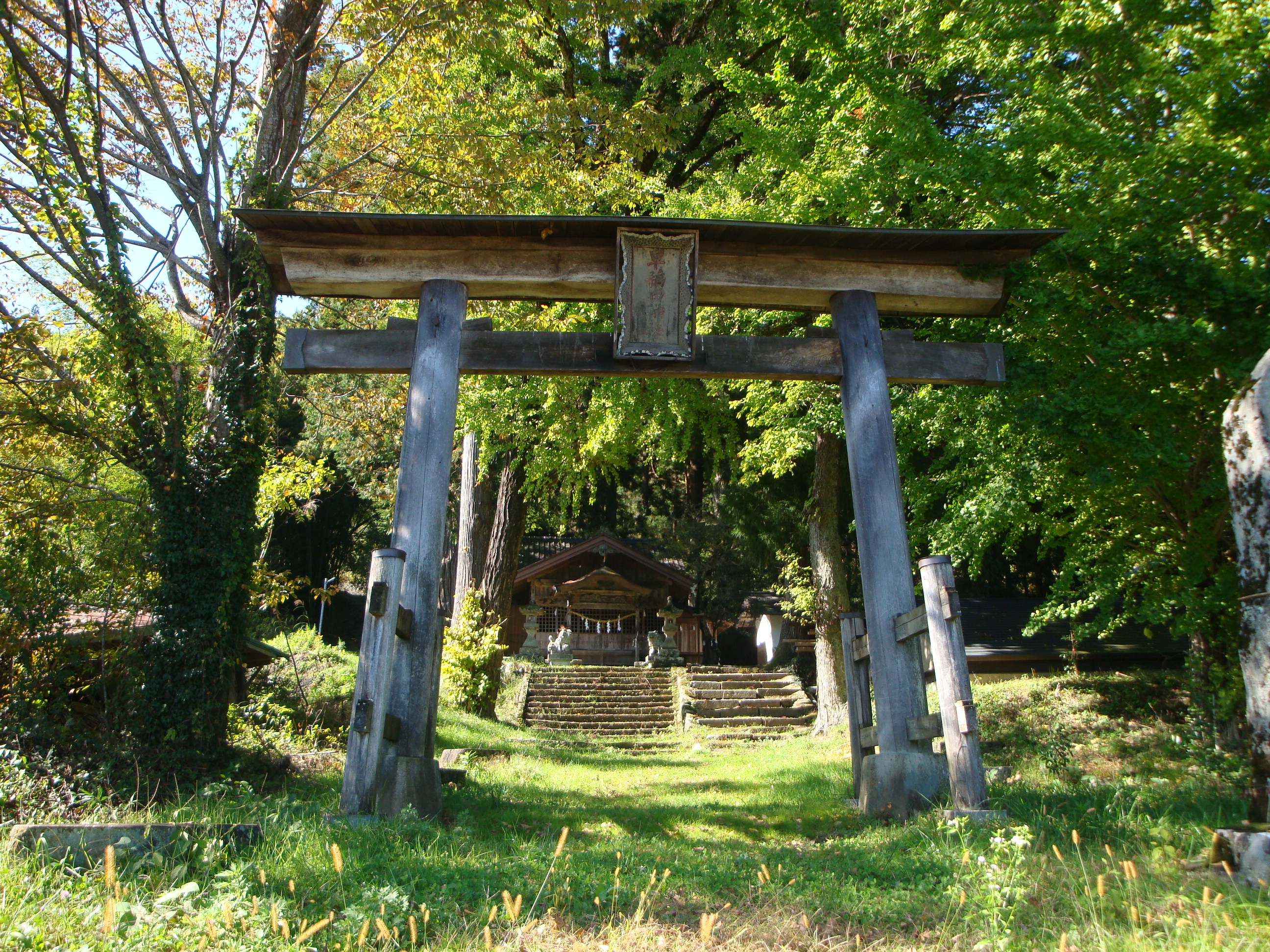
早稲田神社　鳥居

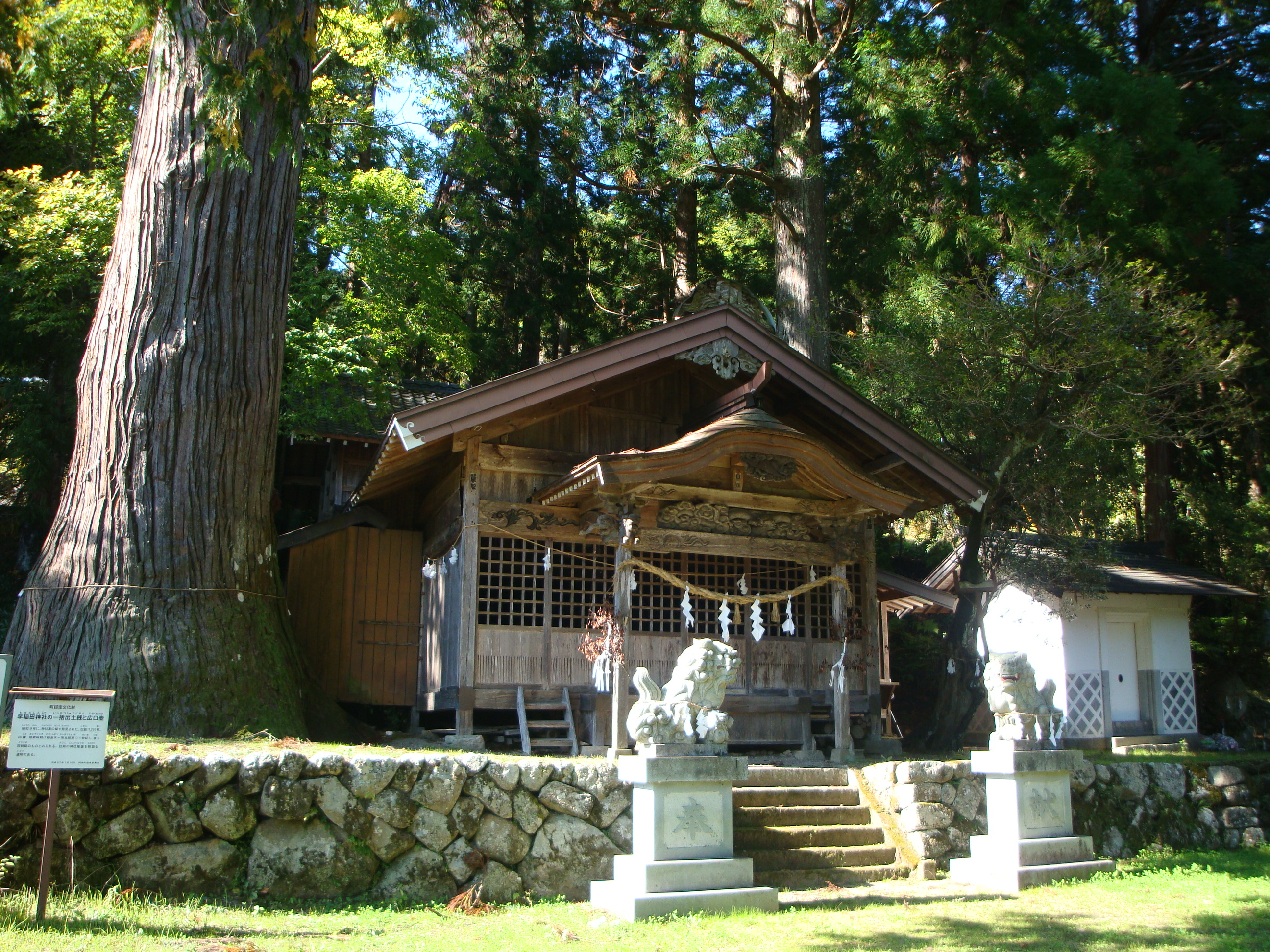
早稲田神社　神木　拝殿　宝庫

- 本殿南　一間社流造　延宝3年（1675年）再建。
- 本殿北　一間社流造　延宝3年（1675年）再建。
- 拝殿　間口3間の拝殿があり、奥に覆屋に覆われた本殿。
- 宝庫
- 舞殿　国の無形民俗文化財、「早稲田人形芝居」等が行われる。1月第2日曜日、8月第4日曜日。
- 神木　日本杉の大木。昭和52年（1977年）阿南町文化財に指定される。指定時推定樹齢1200年。

## 現地情報
所在地
- 長野県下伊那郡阿南町西条字三島山2080

交通アクセス
- 最寄駅：JR飯田線温田駅より徒歩約1時間（南西に約4.2km）